# Pterocheilus fereniger
Pterocheilus fereniger är en stekelart som beskrevs av Giordani Soika. Pterocheilus fereniger ingår i släktet palpgetingar, och familjen Eumenidae. Inga underarter finns listade i Catalogue of Life.